# 高山 (雍正進士)
高山（？—？），字居東，魯瞻，號峙江，山東歷城人，清朝政治人物。

## 生平
高山為雍正元年（1723年）癸卯恩科進士，選庶吉士，散館改刑部主事，雍正八年（1730年）至台灣擔任巡視台灣監察御史。以兵科掌印給事中官位任職的高山，於台灣留任共三年。
在台期間，高山以臺灣御史身分兼理學政，先後與滿人御史希德慎和覺羅柏修共事。曾因台灣地方政府指示侵入傀儡番界，造成原漢衝突的事件，共同指參主官臺灣道劉藩長失職。之後又與上奏清中央政府清查台灣流民，以杜社會亂象。除此，他又規定存臺的稻米食糧數額，要求地方官吏不得苛索。
任滿離臺後，繼續擔任地方官，官至福建布政使。